# Caroline Wilhelmina Sophia av Hessen-Kassel
Caroline Wilhelmina Sophia av Hessen-Kassel, född 1732, död 1759, var furstinna av Anhalt-Zerbst 1753-1759, gift med Fredrik August av Anhalt-Zerbst. 
Hon gifte sig 17 november 1753 med Fredrik August av Anhalt-Zerbst. Äktenskapet arrangerades för att stärka bandet mellan Anhalt-Zerbst och de regerande dynastierna i Sverige och Ryssland. Efter giftermålet bodde hon i Zerbst. Äktenskapet var barnlöst.
Den 31 december 1756 tilldelades Caroline Wilhelmina den ryska St. Katarinaorden, Storkorset av kejsarinnan Elisabet. 1758 ockuperades Anhalt-Zerbst av Preussen och hennes make och svärmor flydde till Paris, men Caroline valde att stanna kvar i Zerbst. 